# Expedició 27
L'Expedició 27 va ser la 27a estada de llarga durada a l'Estació Espacial Internacional (ISS), començant el 16 de març de 2011. L'Expedició 27 va veure diversos esdeveniments importants, incloent el desacoblament del Progress M-09M i el Kounotori 2, l'arribada del Soiuz TMA-21 i el Progress M-10M, i l'encontre final entre l'ISS i el Transbordador Espacial Endeavour de la NASA, en la seva última missió, el STS-134. L'expedició va finalitzar el 23 de maig de 2011 amb la partida de la nau Soiuz TMA-20, tot i que el comandament de l'estació va ser lliurat solemnement a la tripulació de l'Expedició 28 el 22 de maig.

## Tripulació

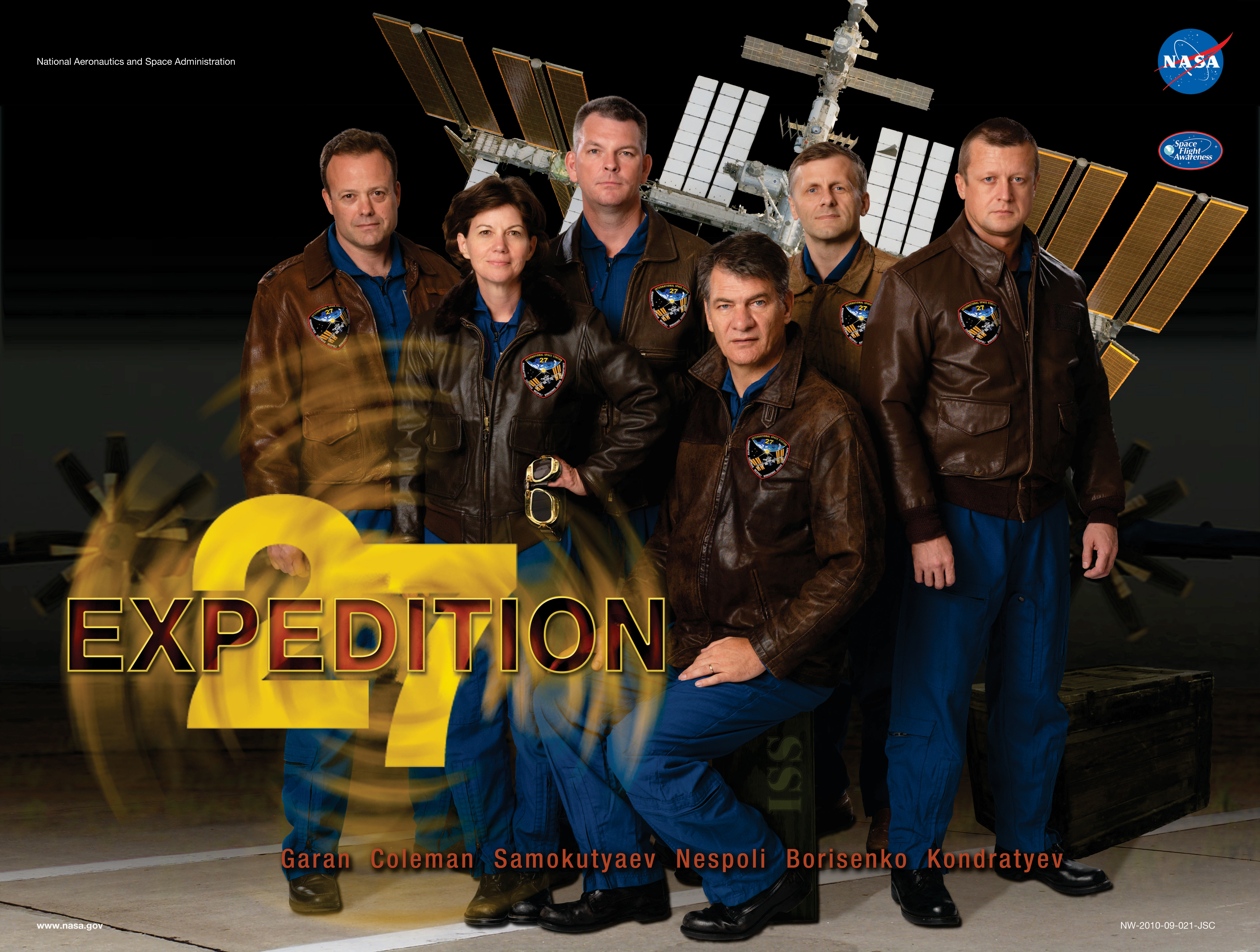
Pòster de la missió de l'Expedició 27

| Posició           | Primera part (Març de 2011)                 | Segona part (Abril a maig de 2011)             |
| ----------------- | ------------------------------------------- | ---------------------------------------------- |
| Comandant         | Dmitri Kondratyev, RSA Primer vol espacial  | Dmitri Kondratyev, RSA Primer vol espacial     |
| Enginyer de Vol 1 | Catherine Coleman, NASA Tercer vol espacial | Catherine Coleman, NASA Tercer vol espacial    |
| Enginyer de Vol 2 | Paolo Nespoli, ESA Segon vol espacial       | Paolo Nespoli, ESA Segon vol espacial          |
| Enginyer de Vol 3 |                                             | Andrei Borissenko, RSA Primer vol espacial     |
| Enginyer de Vol 4 |                                             | Aleksandr Samokutyayev,RSA Primer vol espacial |
| Enginyer de Vol 5 |                                             | Ron Garan, NASA Segon vol espacial             |

FontNASA

## Fets de la missió

### Desacoblament del Kounotori 2
Després d'una perllongada estada de dos mesos, el Kounotori 2 es va separar del port nadir d'acoblament del mòdul Harmony amb el braç robòtic Canadarm 2 a les 15:29 UTC del 28 de març de 2011, i el va alliberar a les 15:46 UTC. El vehicle va ser llançat el gener de 2011 per abastir l'ISS, el Kounotori 2 (també conegut com a HTV-2) va ser el segon vehicle de transferència H-II. Va reentrar en l'atmosfera terrestre al voltant de les 03:09 UTC del 30 de març.

### Acoblament del Soyuz TMA-21
La nau Soiuz TMA-21 va ser llançada des del Cosmòdrom de Baikonur el 4 d'abril de 2011, transportant els membres de l'Expedició 27 Aleksandr Samokutyayev, Andrei Borissenko i Ronald Garan. Es va acoblar amb l'estació el 6 d'abril a les 23:09 UTC. L'acoblament al mòdul Poisk va tenir lloc quan les dues naus estaven orbitant sobre la Serralada dels Andes a Xile. Les escotilles entre la Soiuz TMA-21 i l'ISS es van obrir a les 2:13 UTC del 7 d'abril. Tres tripulants de la Soiuz van ser rebuts a bord per a una cerimònia de salutació personal i una orientació de seguretat obligatoria pel Comandant de l'Expedició 27 Dmitri Kondratyev i els Enginyers de Vol Catherine Coleman i Paolo Nespoli.

### 50è aniversari del primer vol espacial
En el 12 d'abril de 2011, l'Expedició 27 va gravar un missatge de video especial a bord de l'ISS en celebració al 50è aniversari del primer vol espacial tripulat, que va ser conduït pel cosmonauta soviètic Iuri Gagarin en el 1961. La tripulació va gravar la celebració en rus, anglès i italià mentre estaven vestits amb samarretes negres de Gagarin.

### Desacoblament del Progress M-09M
La nau de subministrament Progress M-09M va ser desacoblada del mòdul Pirs de l'estació a les 11:41 UTC del 22 d'abril de 2011. Després de la partida de l'estació, la nau va utilitzar l'experiment científic de Radar del Progress per investigar una característica de reflexió de plasma generat per les operacions del sistema de propulsió de la Progress. Després de la finalització d'aquest experiment, la nau va ser desorbitada, i va reentrar en el "cementiri de naus espacials" al sud de l'Oceà Pacífic.
La Progress M-09M va ser llançada com a missió de subministraments a l'ISS el 28 de gener de 2011. Va transportar 2.666 quilograms de càrrega a l'estació, consistint en 1.444 quilograms de càrrega seca, 752 quilograms de combustible, 50 quilograms d'oxigen i 420 quilograms d'aigua.

### Acoblament del Progress M-10M
Aquesta nau va volar dos dies de manera autònoma després d'enlairar-se des del Cosmòdrom de Baikonour, la nau de subministrament Progress M-10M va arribar a l'ISS el 29 d'abril de 2011, acoblant-se amb èxit a les 14:19 UTC al pot de nadir del mòdul de la Pirs, que havia estat desocupat per la Progress M-09M. L'acoblament va tenir lloc quan les dues naus estaven viatjant a 354 quilòmetres sobre l'oest de Mongòlia. L'enllaç va passar poc més de cinc hores abans del primer intent de llançament per part de NASA pel Transbordador Espacial Endeavour en la missió STS-134. El llançament del transbordador va ser cancel·lat a causa de la fallida de dos escalfadors en una de les unitats de potència auxiliar del Endeavour'. El Endeavour finalment va ser llançat amb èxit el 16 de maig de 2011.

### STS-134
El STS-134, la penúltima missió del Programa del Transbordador Espacial, va ser llançada des del Centre espacial John F. Kennedy el 16 de maig de 2011 a les 12:56 UTC. El Transbordador Espacial Endeavour es va acoblar a l'ISS el 18 de maig a les 10:14 UTC, i va lliurar l'Alpha Magnetic Spectrometer 2 (AMS-2) i un Express Logistics Carrier a l'estació, completant la construcció del segment orbital americà de l'ISS. El 22 de maig, mentre hi havia acoblada el Endeavour, els membres de l'Expedició 27 formalment van lliurar el comandament de l'estació als membres de l'Expedició 28. L'endemà, el 23 de maig, la nau Soiuz TMA-20 va partir de l'ISS, tornant els tripulants de l'Expedició 27 Paolo Nespoli, Catherine Coleman i Dmitri Kondratyev a la Terra. La Soiuz TMA-20 va aterrar amb seguretat al centre del Kazakhstan a les 02:27 UTC del 24 de maig de 2011, que havien pres fotografies del transbordador acoblat a la ISS abans de la reentrada.

## Galeria

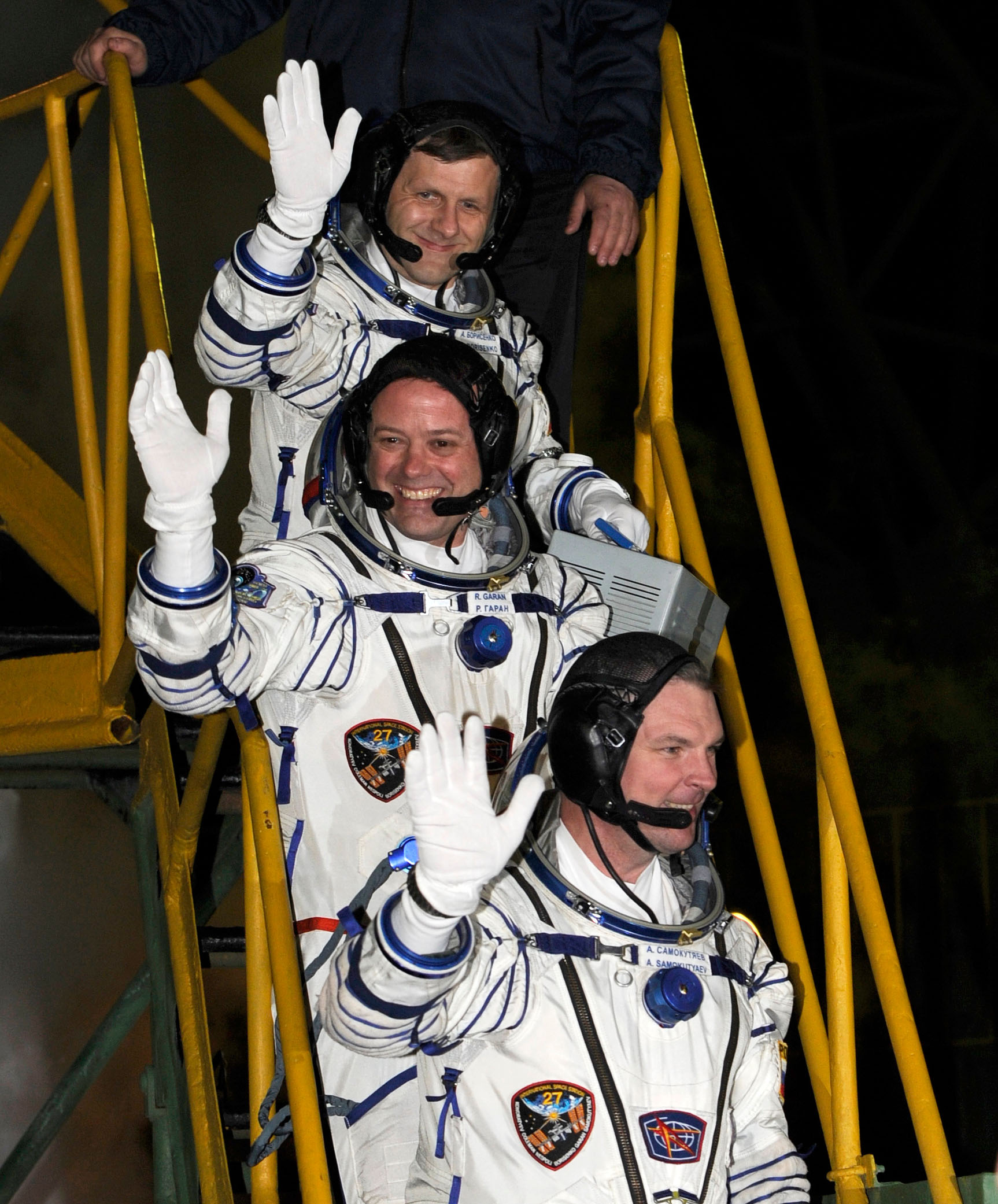
Borissenko, Garan i Samokutyaev fent l'ona de comiat des de la part inferior del coet Soiuz abans del seu llançament.
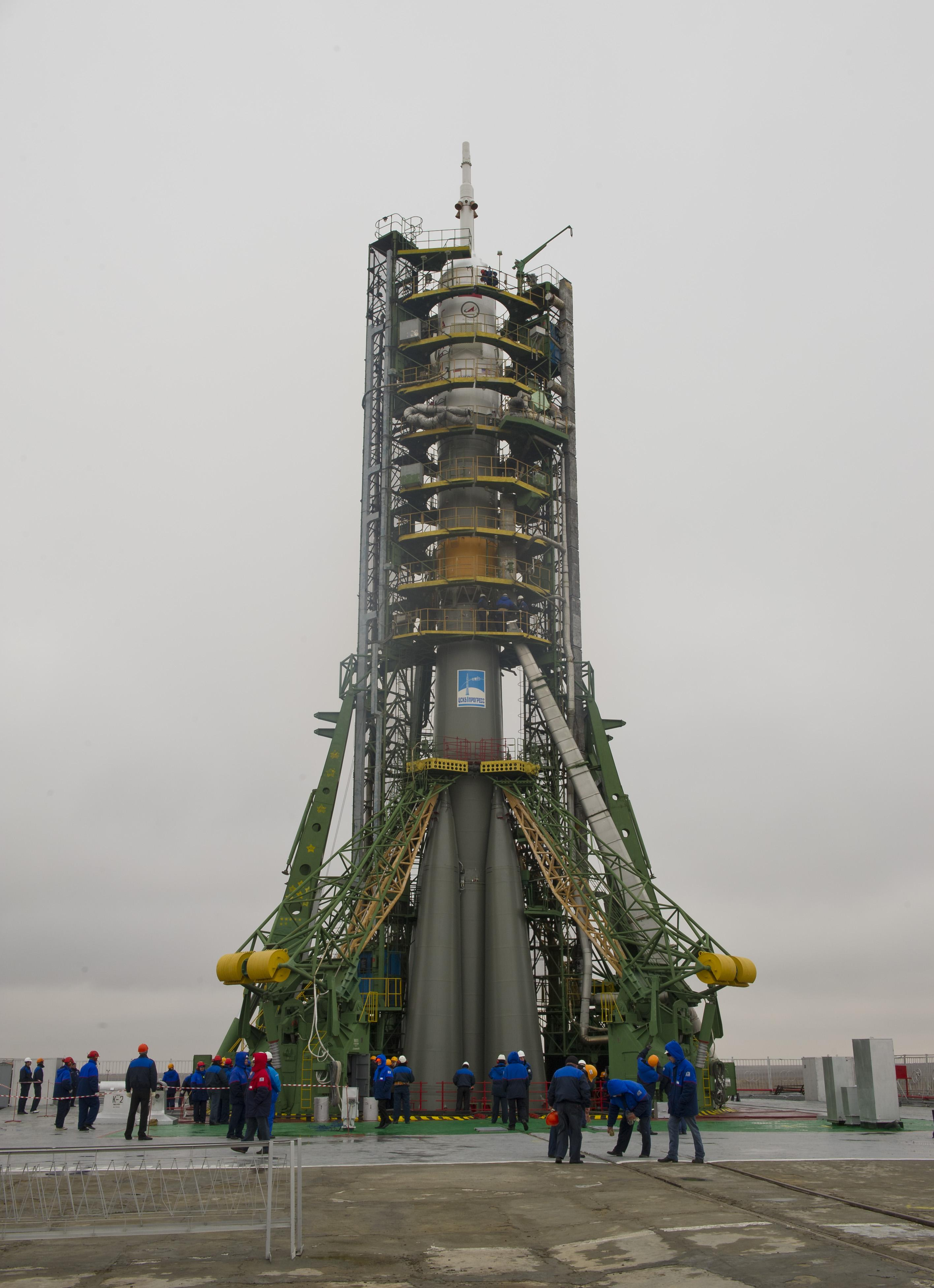
La nau Soyuz TMA-21 en la seva plataforma de llançament.
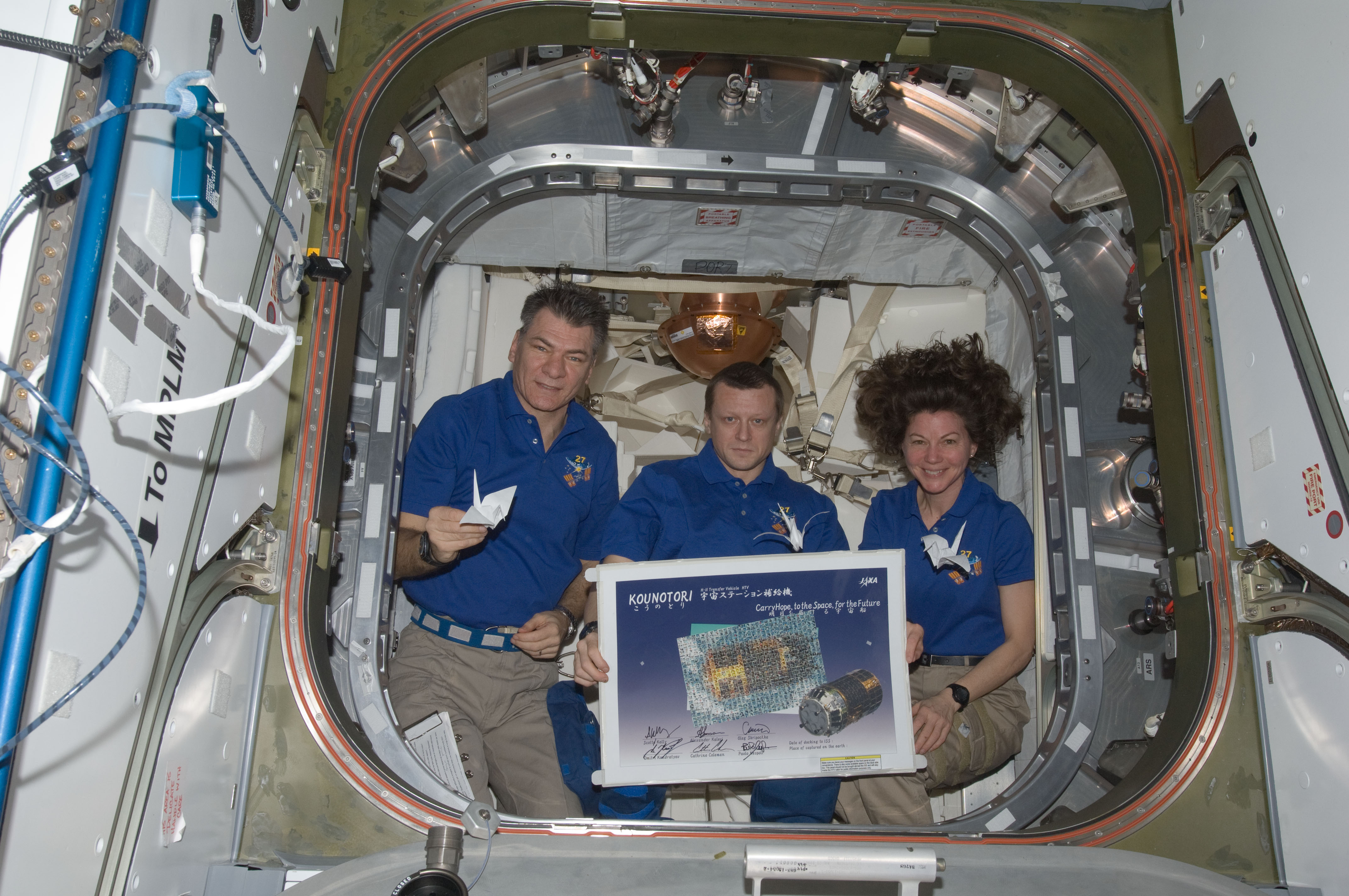
La tripulació de l'Expedició 27 posen per una foto a prop galera del mòdul de servei Zvezda a l'ISS en honor del 50è aniversari del vol espacial de Iuri Gagarin, el primer humà a ser llançat a l'espai, el 12 d'abril de 1961.}}
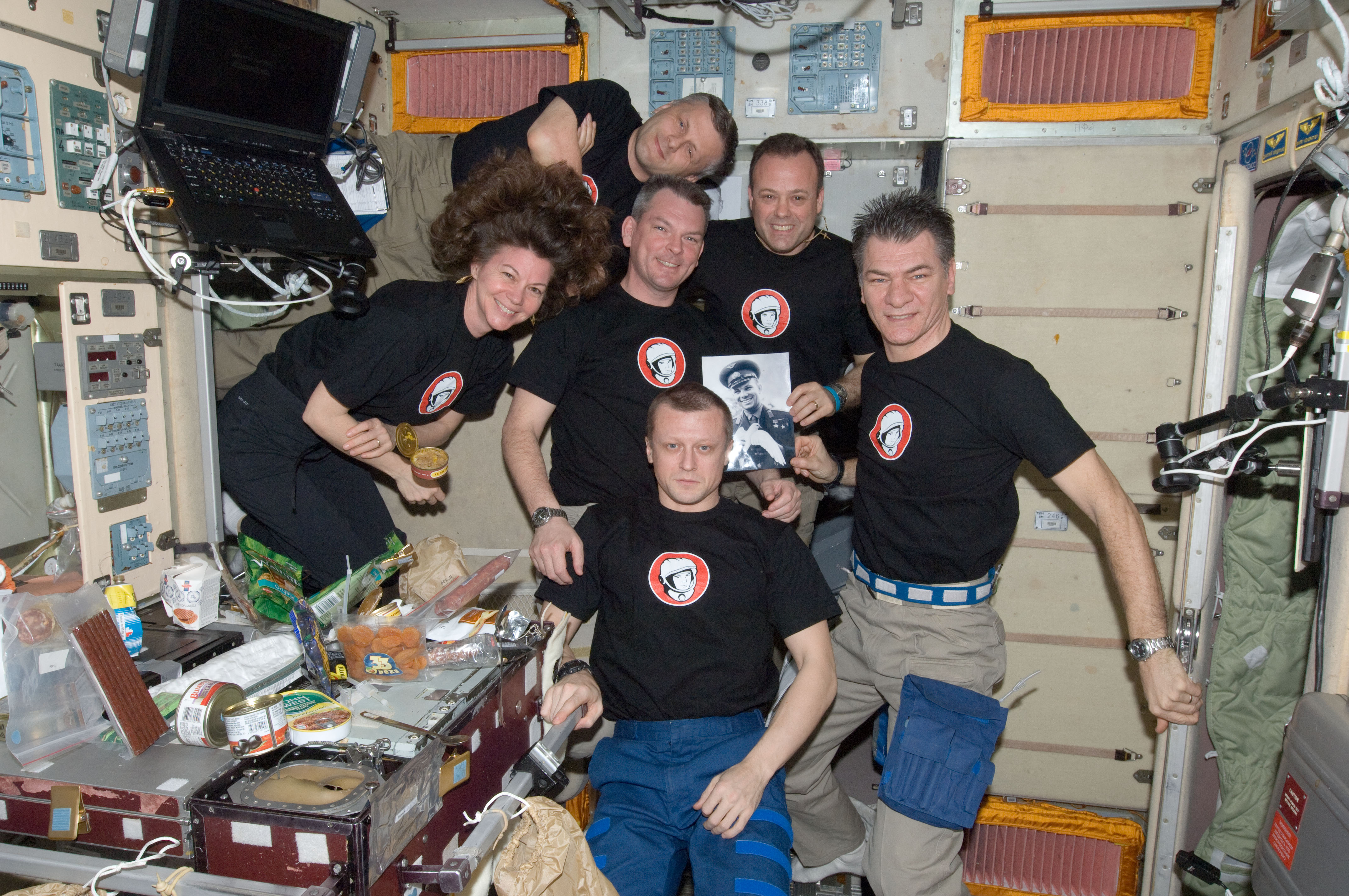
Fotografia de l'ISS i el Endeavour presa des del Soiuz TMA-20.
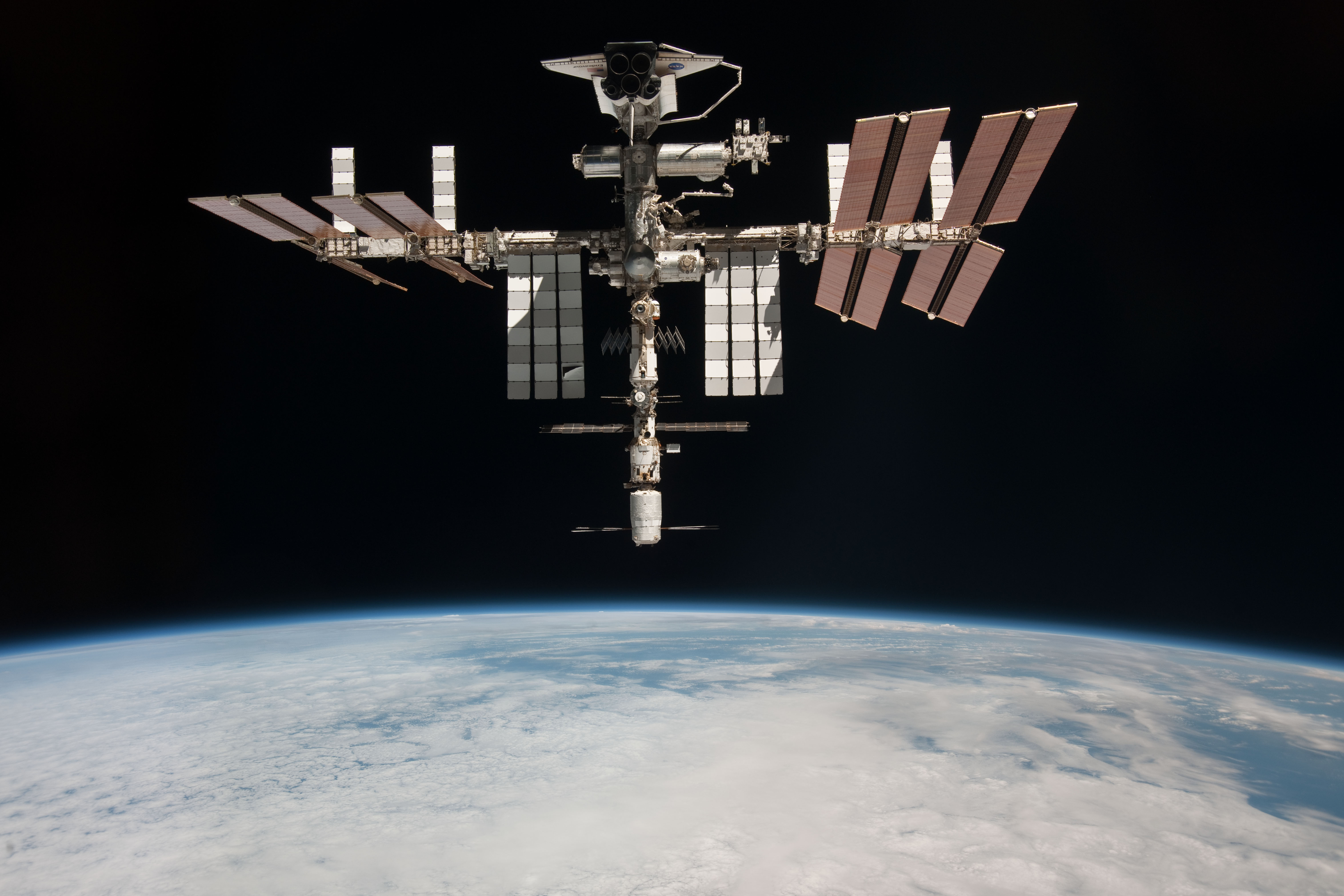
Fotografia de l'ISS i el Endeavour presa des del Soiuz TMA-20.
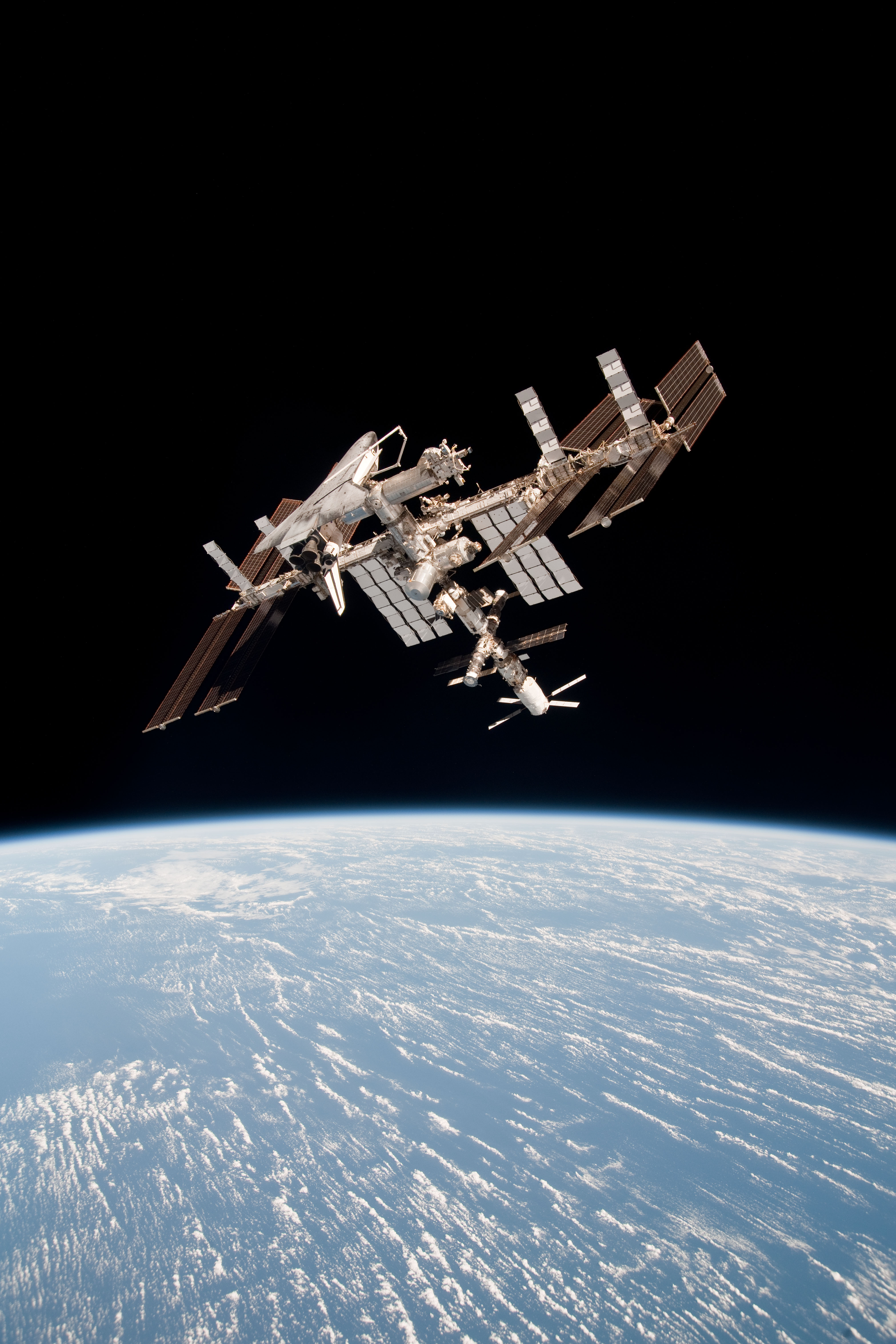
Fotografia de l'ISS i el Endeavour com es veu des del Soiuz TMA-20, amb tots els components etiquetats.
Fotografia de l'ISS i el Endeavour presa des del Soiuz TMA-20.
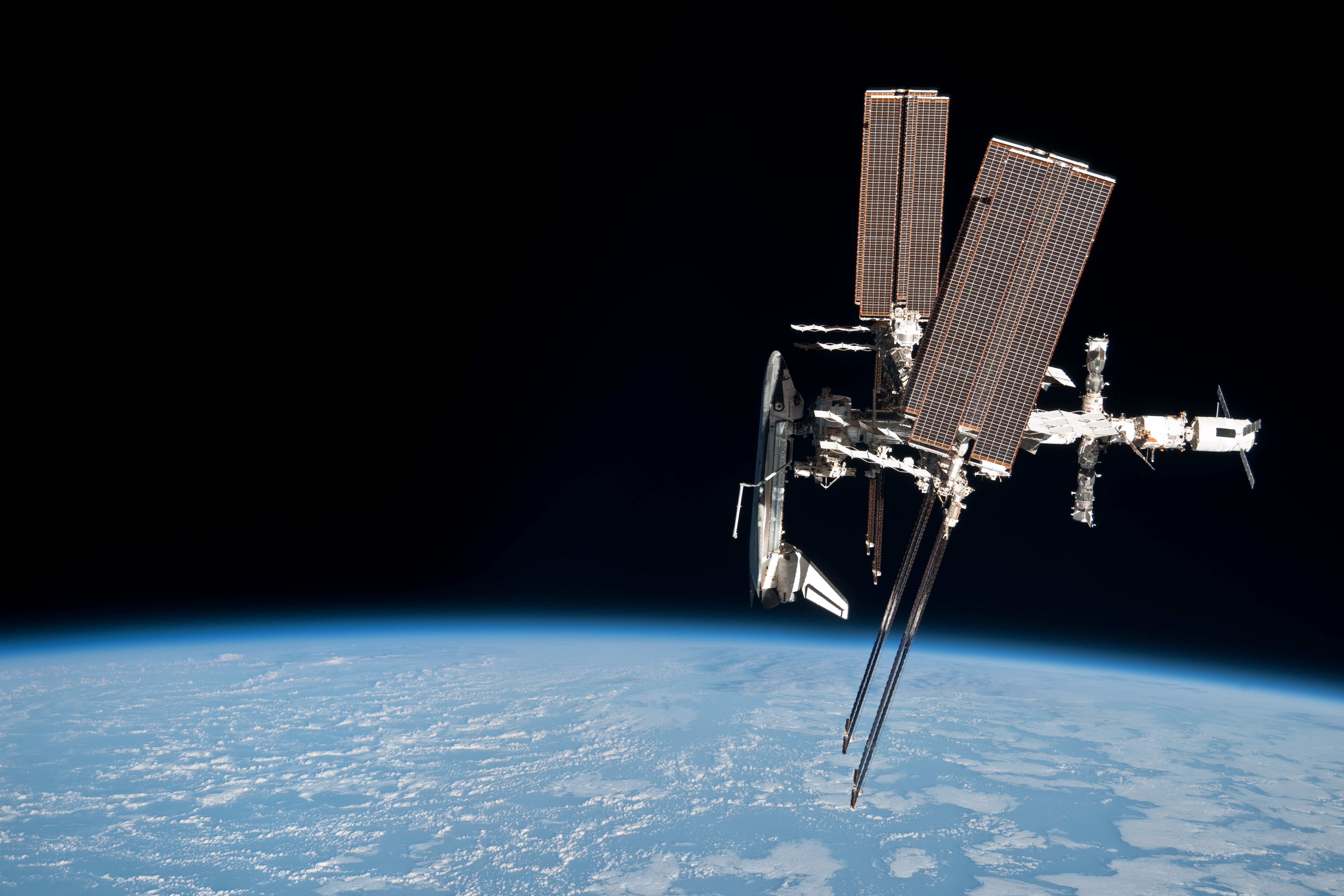
Fotografia de l'ISS i el Endeavour presa des del Soiuz TMA-20.
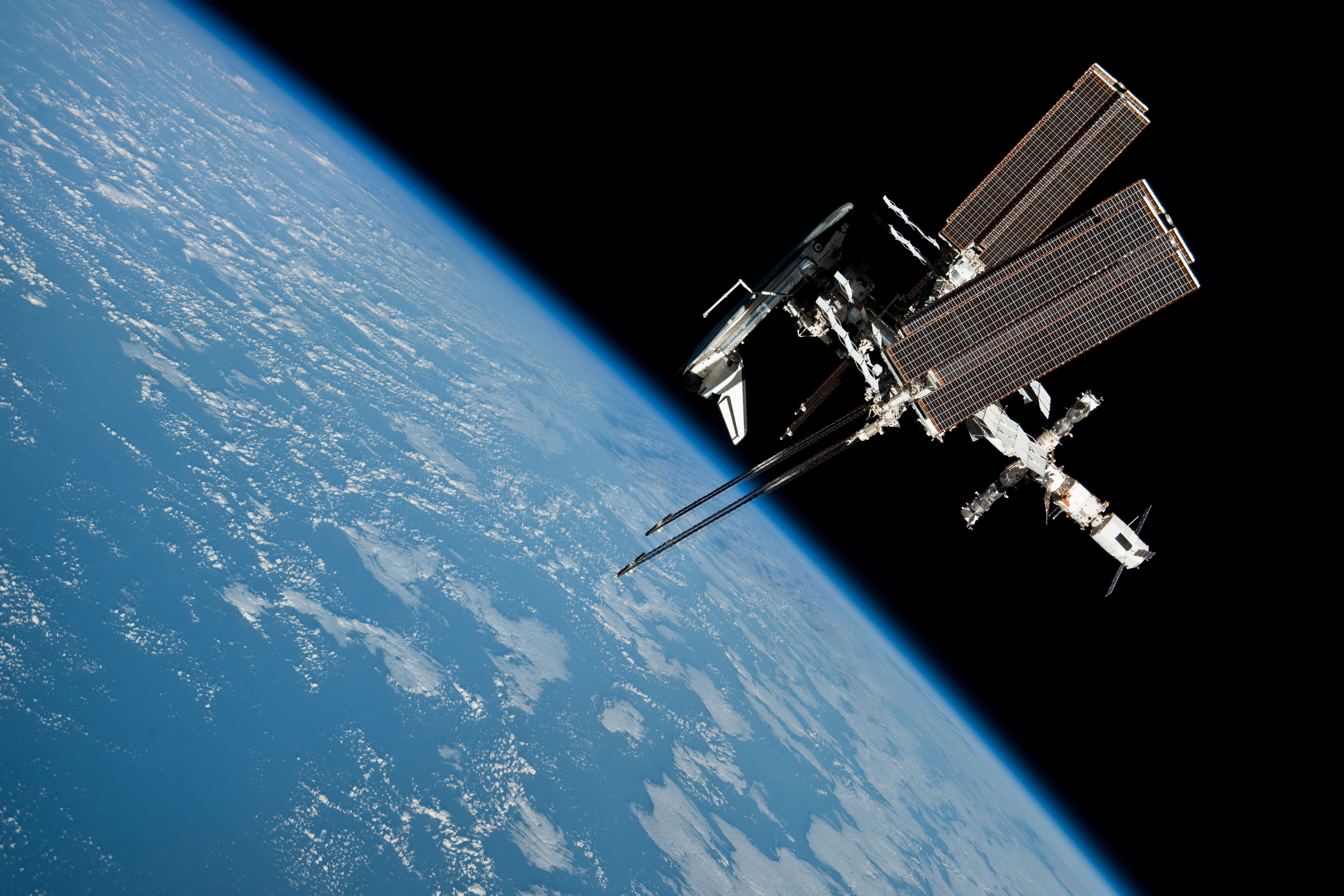
Una foto de l'ISS, presa per un membre de la tripulació en el Transbordador Espacial Endeavour després de desacoblar-se.
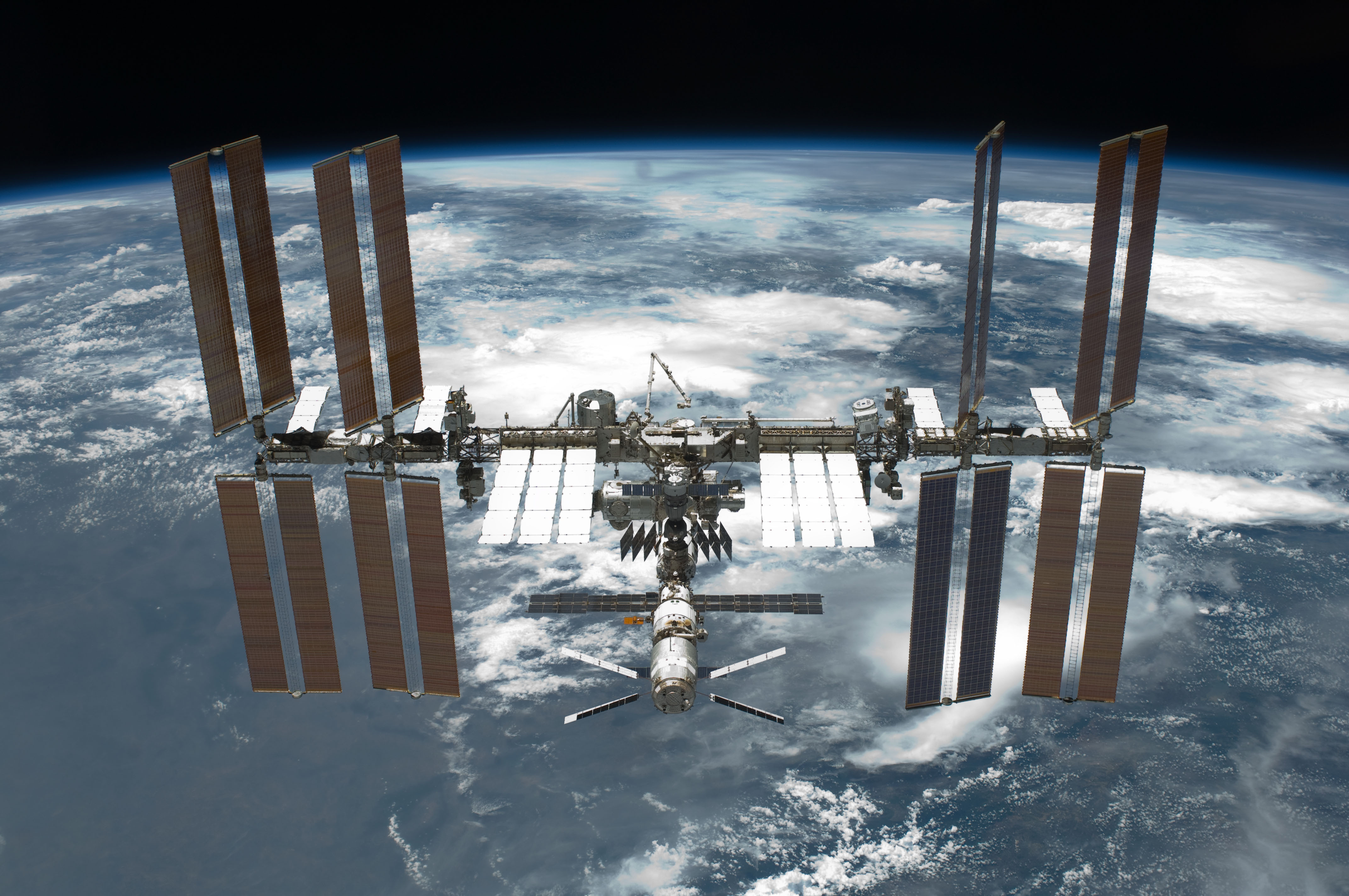
Vídeo del Soyuz TMA-20 aterrant.
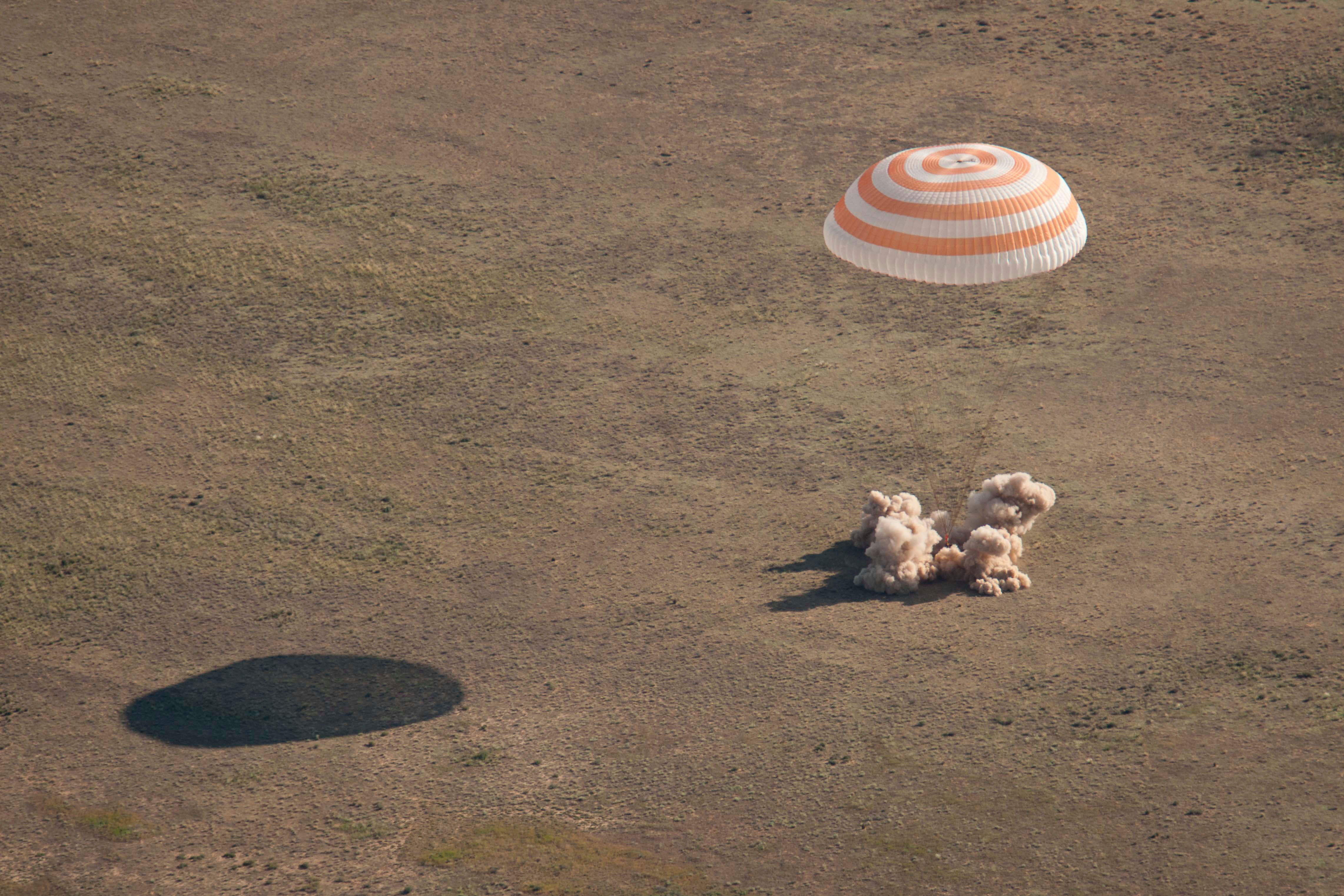
El Soyuz TMA-20 aterra.